# Harry Bosch
Hieronymus "Harry" Bosch är en fiktiv litterär figur som är huvudpersonen i flertalet av Michael Connellys procedurdeckar-romaner. Bosch är en tämligen hårdför kriminalpolis vid Los Angeles Police Department (LAPD), som under serien arbetar i Hollywood i Los Angeles och senare som privatspanare. Harry Bosch är uppkallad efter den nederländske målaren Hieronymus Bosch (c:a 1450–1516). I TV-serien Bosch, som hade premiär 2014, spelas Harry Bosch av Titus Welliver.

## Medverkan
Samtliga titlar är skrivna av Michael Connelly, om inget annat anges.

### Huvudroll
| Nr | År   | Sv. år | Svensk titel           | Originaltitel              |
| -- | ---- | ------ | ---------------------- | -------------------------- |
| 1  | 1992 | 1999   | Svart eko              | The Black Echo             |
| 2  | 1993 | 2000   | Svart is               | The Black Ice              |
| 3  | 1994 | 2000   | Dockmakaren            | The Concrete Blonde        |
| 4  | 1995 | 2001   | Den sista prärievargen | The Last Coyote            |
| 5  | 1997 | 2001   | Återkomsten            | Trunk Music                |
| 6  | 1999 | 2002   | Fallen ängel           | Angels Flight              |
| 7  | 2001 | 2003   | Mörkare än natten      | A Darkness More Than Night |
| 8  | 2002 | 2004   | Dödens stad            | City of Bones              |
| 9  | 2003 | 2004   | Skuggspel              | Lost Light                 |
| 10 | 2004 | 2005   | Fällan                 | The Narrows                |
| 11 | 2005 | 2006   | Fallet avslutat        | The Closers                |
| 12 | 2006 | 2008   | Räven                  | Echo Park                  |
| 13 | 2007 | 2009   | Hotet                  | The Overlook               |
| 14 | 2009 | 2011   | Nio drakar             | 9 Dragons                  |
| 15 | 2011 | 2013   | Fallet                 | The Drop                   |
| 16 | 2012 | 2013   | Svarta lådan           | The Black Box              |
| 17 | 2014 | 2015   | Det brinnande rummet   | The Burning Room           |
| 18 | 2015 | 2016   | Övergången             | The Crossing               |
| 19 | 2016 | 2017   | Inte ett farväl        | The Wrong Side of Goodbye  |
| 20 | 2017 | 2018   | Två sorters sanning    | Two Kinds of Truth         |
| 21 | 2018 | 2019   | Mörk och helig natt    | Dark Sacred Night          |

### Biroll

#### Mickey Haller-serien
| År   | Sv. år | Svensk titel      | Originaltitel     |
| ---- | ------ | ----------------- | ----------------- |
| 2008 | 2010   | Gatans lag        | The Brass Verdict |
| 2010 | 2012   | Prövningen        | The Reversal      |
| 2011 | 2012   | Det femte vittnet | The Fifth Witness |
| 2013 | 2014   | Skuldens gudar    | The Gods of Guilt |

#### Övriga romaner
| År   | Sv. år | Svensk titel     | Originaltitel        | Kommentar                                                 |
| ---- | ------ | ---------------- | -------------------- | --------------------------------------------------------- |
| 2001 |        |                  | Cons, Scams & Grifts | Skriven av Joe Gores                                      |
| 2002 | 2004   | Framgångens pris | Chasing the Dime     | Harry Bosch nämns aldrig vid namn                         |
| 2003 |        |                  | The Last Detective   | Skriven av Robert Crais Harry Bosch nämns aldrig vid namn |
| 2006 |        |                  | Strange Bedfellows   | Skriven av Paula Woods                                    |